# Dichagyris acclivis
Dichagyris acclivis là một loài bướm đêm trong họ Noctuidae.